# Vinkov Vrh
Vinkov Vrh (Duits: Adamsberg) is een plaats in Slovenië en maakt deel uit van de gemeente Žužemberk in de NUTS-3-regio Jugovzhodna Slovenija. De plaats telde 49 inwoners op 1 januari 2020.